# Lothar Metz
Lothar Metz (16. ledna 1939 Meerane – 23. ledna 2021) byl reprezentant Německé demokratické republiky v řecko-římském zápase. Startoval ve střední váze. Byl důstojníkem Volksmarine a členem armádního klubu ASK Vorwärts Rostock. Na olympijských hrách startoval čtyřikrát: v roce 1960 získal stříbrnou medaili, v roce 1964 byl třetí, v roce 1968 vyhrál a v roce 1972 vypadl ve třetím kole. Na mistrovství světa v zápasu řecko-římském obsadil třetí místo v letech 1958 a 1971, na Mistrovství Evropy v zápasu řecko-římském skončil druhý v letech 1967 a 1970. Získal deset titulů mistra NDR: 1959, 1960, 1961, 1963, 1965, 1966, 1967, 1968, 1971 a 1973. Po ukončení kariéry se stal trenérem mládeže. Za své sportovní úspěchy obdržel vyznamenání Vaterländischer Verdienstorden druhé třídy.